# Chaetodon ocellicaudus
Chaetodon ocellicaudus là một loài cá biển thuộc chi Cá bướm (phân chi Rabdophorus) trong họ Cá bướm. Loài này được mô tả lần đầu tiên vào năm 1831.

## Từ nguyên
Từ định danh ocellicaudus được ghép bởi hai âm tiết trong tiếng Latinh: ocellus ("đốm lớn") và caudus ("ở đuôi"), hàm ý đề cập đến đốm đen lớn ngay giữa cuống đuôi của loài cá này.

## Phạm vi phân bố và môi trường sống
Từ bán đảo Mã Lai, C. ocellicaudus được phân bố trải dài về phía đông đến New Ireland (Papua New Guinea) và quần đảo Solomon, ngược lên phía bắc đến Philippines và Palau, xa về phía nam đến rạn san hô Scott và rạn san hô Great Barrier (Úc).
Ở Việt Nam, C. ocellicaudus được ghi nhận tại cồn Cỏ (Quảng Trị); cù lao Câu (Bình Thuận) và Côn Đảo. Ghi nhận về sự xuất hiện của C. ocellicaudus tại vịnh Nha Trang (Khánh Hòa) là do nhầm lẫn với C. melannotus.
C. ocellicaudus sống tập trung ở những khu vực mà san hô phát triển phong phú trên các rạn viền bờ hoặc trong đầm phá ở độ sâu đến ít nhất là 50 m.

## Mô tả
C. ocellicaudus có chiều dài cơ thể lớn nhất được ghi nhận là 15 cm. Loài này có màu xám trắng với các sọc chéo màu đen ở hai bên thân (các sọc hẹp dần xuống phía dưới bụng). Dọc theo lưng và gốc vây hậu môn là các chấm đen. Đầu có một sọc đen từ gáy băng dọc qua mắt; mõm vàng. Vây ngực trong suốt và có đốm vàng ở gốc, các vây còn lại có màu vàng tươi, trừ nửa sau của vây đuôi trong suốt. Cuống đuôi có một đốm đen.
Số gai ở vây lưng: 12; Số tia vây ở vây lưng: 19–20; Số gai ở vây hậu môn: 3; Số tia vây ở vây hậu môn: 17–18; Số tia vây ở vây ngực: 13–14; Số gai ở vây bụng: 1; Số tia vây ở vây bụng: 5; Số vảy đường bên: 29–34.

## Phân loại học
Trong phân chi Rabdophorus, C. ocellicaudus hợp thành nhóm chị em gần nhất với Chaetodon selene và Chaetodon melannotus. Cả ba loài đều có vây lưng, vây đuôi và vây hậu môn màu vàng, nhưng C. ocellicaudus và C. melannotus là hai loài có kiểu hình giống nhau nhiều nhất.
C. melannotus có thêm cụm đốm đen ở gốc vây hậu môn và lưng sẫm đen, là những đặc điểm mà C. ocellicaudus không có, và nếu quan sát kỹ, đốm đen trên cuống đuôi của C. melannotus nằm lệch về phía rìa trên chứ không ở ngay giữa như C. ocellicaudus.

## Sinh thái học
C. ocellicaudus là loài ăn san hô chuyên biệt, một số loài san hô mềm mà C. ocellicaudus có thể ăn là Litophyton viridis, hay san hô đến từ các chi Sarcophyton, Nephthia và Clavularia. C. ocellicaudus thường kết đôi với nhau.

## Thương mại
C. ocellicaudus ít được xuất khẩu trong ngành thương mại cá cảnh.